# Jaroslav Šuvarský
Jaroslav Šuvarský (* 25. května 1941 Závidov, dnešní Ukrajina) je český pravoslavný kněz, někdejší metropolitní protopresbyter české pravoslavné církve a duchovní správce pravoslavného katedrálního chrámu svatých Cyrila a Metoděje.

## Mládí a vzdělání
Jaroslav Šuvarský se narodil v době druhé světové války v rodině volyňských Čechů na Ukrajině. Po válce, v roce 1947 se rodina přestěhovala zpět do Čech.
Svá studia teologie na Prešovské univerzitě zakončil doktorátem, poté studoval v Leningradě (1968), na Ekumenickém institutu ve švýcarském Bossey (1969) a na Orientálním institutu v Římě. Jeho doktorská práce pojednává o prvním českém pravoslavném biskupovi novomučedníkovi svatém Gorazdovi.

## Činnost

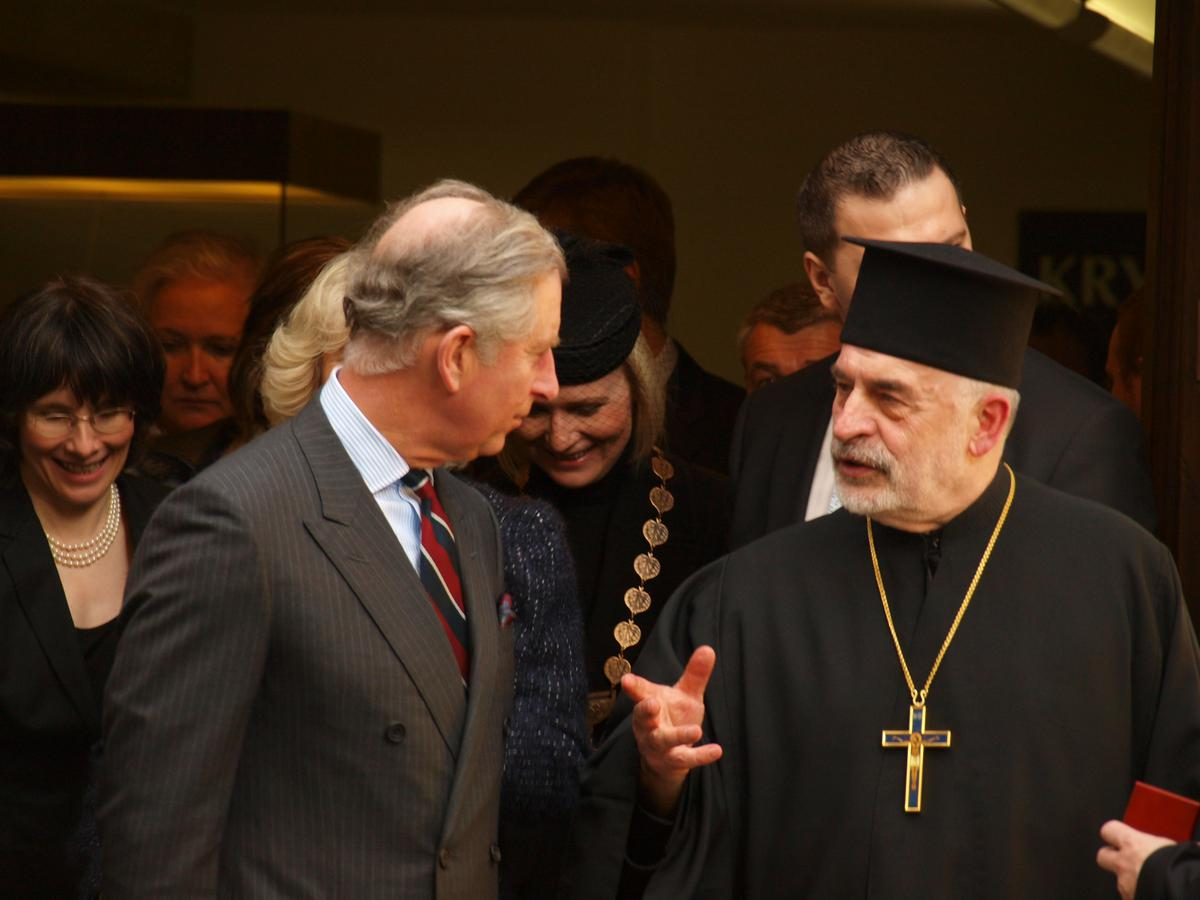
ThDr. Šuvarský hovoří s JV Karlem III., tehdy knížetem z Walesu, při jeho návštěvě chrámu sv. Cyrila a Metoděje v březnu 2010.

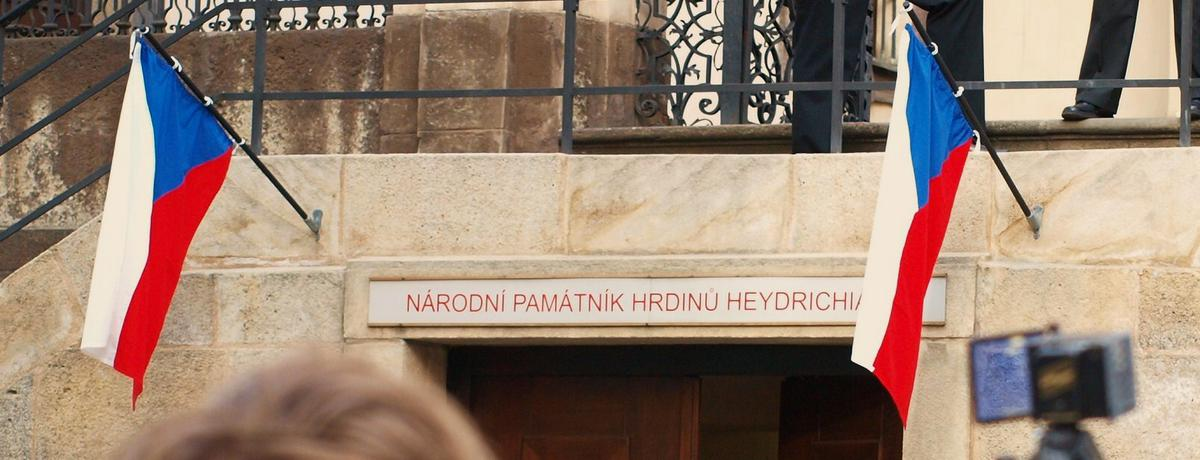
Památník obětem heydrichiády – místo smíření 1995

V letech 1970–80 působil jako redaktor Hlasu pravoslaví, v letech 1977–1990 jako mimořádný docent na Pravoslavné bohoslovecké fakultě v Prešově. V období 1983–1991 byl členem ústředního výboru Světové rady církví v Ženevě a v letech 1980–90 zároveň jako kancléř úřadu Metropolitní rady pravoslavné církve. V letech 1990–92 správce pražské pravoslavné eparchie (diecéze), od roku 1992 jejím ředitelem a představeným a duchovním správcem pravoslavného katedrálního chrámu svatých Cyrila a Metoděje v Praze.
Dne 6. září 1987 se zasadil o kanonizaci biskupa mučedníka Gorazda.
V roce 1995 založil se svou manželkou Evou Národní památník hrdinů heydrichiády – místo smíření 1995, jehož byl také ředitelem do roku 2015–2016.

## Ocenění

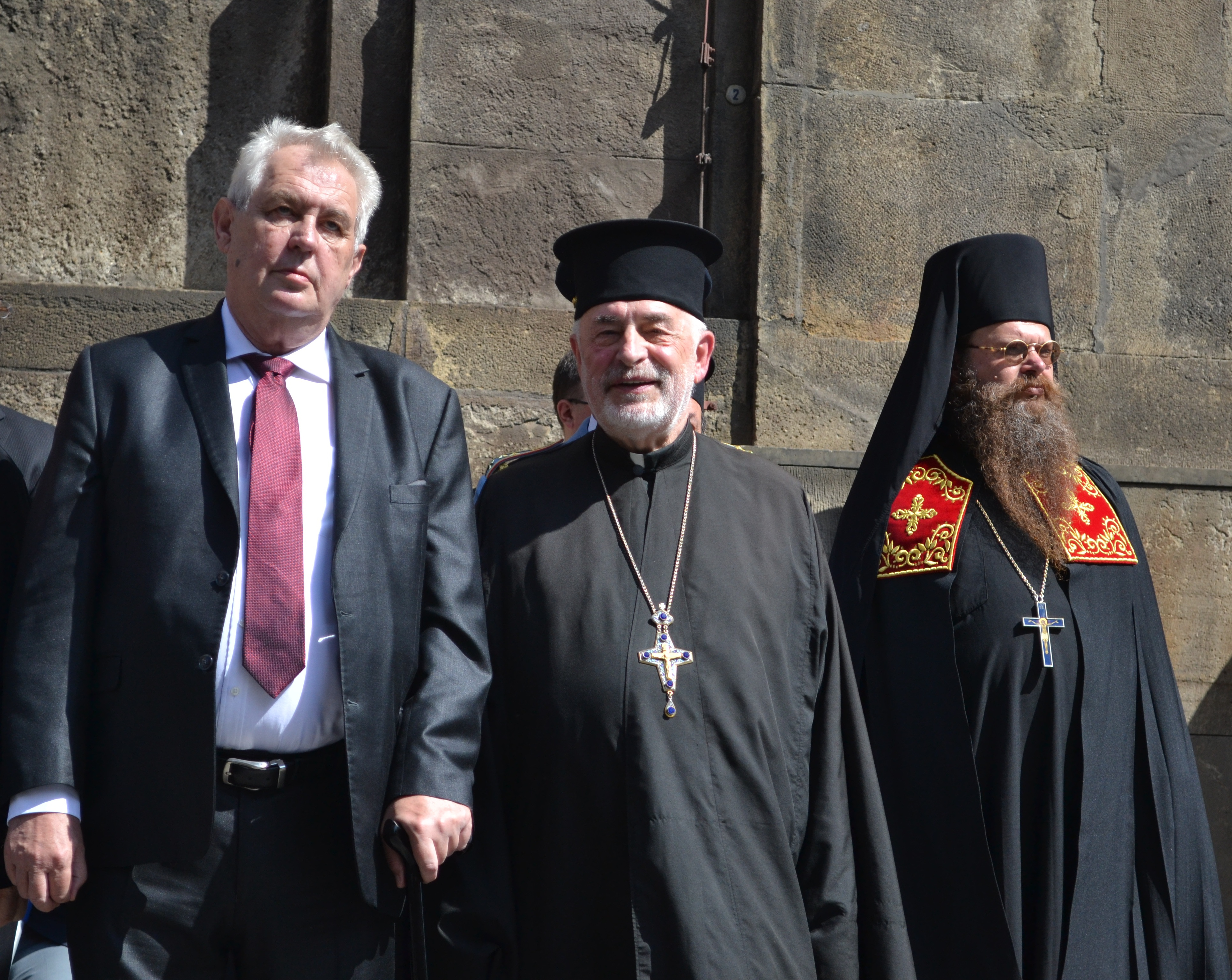
Zleva prezident Zeman, otec Šuvarský a archimandrita Marek (Krupica)

V letech 2000–2001 byl oceněn řádem sv. Cyrila a Metoděje – Zlatá hvězda I. stupně, pamětní medailí „Za věrnost 1939–1945“ Českého svazu bojovníků za svobodu a Záslužným křížem ministerstva obrany ČR II. stupně.

## Spolupráce s StB
V záznamech Archivu bezpečnostních složek je Šuvarský evidován jako agent StB, ev. č. 2019, 201988, s krycím jménem ASPIRANT. Byl dlouholetým informátorem a agentem Státní bezpečnosti (StB), registrován jako agent byl v roce 1966.
Šuvarského řídící důstojník Zdeněk Dragoun, příslušník kontrarozvědky pro boj proti vnitřnímu nepříteli z oddělení pro nekatolické církve, jej popsal jako velice iniciativního, bezskrupulózního a mnohokrát odměňovaného agenta.